# Elmira Minita Gordon
Pour les articles homonymes, voir Gordon.
Dame Elmira Minita Gordon, née le 30 décembre 1930 à Belize City et morte le 1er janvier 2021 à Inglewood, est une femme d'État bélizienne. Elle est gouverneur général du Belize de 1981 à 1993. Elle est la première femme à accéder à la fonction de gouverneur général d'un royaume du Commonwealth.

## Biographie
Elmira Minita Gordon naît le 30 décembre 1930 à Belize City, au Honduras britannique. Elle grandit à Belize City et a fréquenté la St John's Girls 'School, puis la St Mary's Primary. Elle poursuit ses études au St George's Teacher's College et suit un cours par correspondance dispensé par le College of Preceptors d'Oxford, en Angleterre. Elle commence à enseigner dans une école anglicane et est missionnaire dans tout le Belize entre 1946 et 1958. De 1959 à 1969, elle est chargée de cours au Belize Teacher's Training College, puis de 1969 à 1981, enseignante au sein du gouvernement. 
Elmira Minita Gordon termine ses études de troisième cycle à l'université de Nottingham et à l'université de Birmingham en Angleterre, ainsi qu'à l'Université de Calgary en Alberta, au Canada. De 1977 à 1980, Gordon vit au Canada où elle siège au comité de planification du programme de psychologie de l'éducation et est membre du Toronto Leather Craft Club. Elle obtient une maîtrise en psychologie de l'éducation puis un doctorat en psychologie appliquée de l'Université de Toronto, devenant ainsi la première psychologue bélizienne formée.
Elle revient de ses études en 1980 et est nommée gouverneur général du Belize en 1981, le premier depuis l'indépendance. Elle succède à Sir James P. I. Hennessy, dernier gouverneur du Honduras britannique. Elmira Minita Gordon est la première femme nommée gouverneur général (ou représentante de la reine) d'un royaume du Commonwealth.
Elmira Minita Gordon devient membre des guides en 1946 et, en 1970, commissaire de district des guides pour le district de Belize. Elle devient juge de paix en 1974 et juge de paix de grande instance en 1987. Elle est nommée membre à vie de la Croix-Rouge britannique en 1975 et de la Croix-Rouge du Belize en 1981. En plus de ses travaux publics, elle est un maître de l'artisanat du cuir ayant remporté de nombreux prix pour ses œuvres.
En 1993, Elmira Minita Gordon quitte ses fonctions de gouverneur général et Sir Colville Young qui lui succède. En 2016, sa santé fragile l'incite à s'installer aux États-Unis chez sa sœur Kelorah Franklin. Elle meurt le 1er janvier 2021 à Inglewood, dans le comté de Los Angeles, en Californie, deux jours après son 90e anniversaire.

## Distinctions
Elle est élevée au rang de dame grand-croix de l'ordre de Saint-Michel et Saint-Georges en 1984 et au rang de dame grand-croix de l'ordre royal de Victoria en 1985.